# Ardoch (Dakota del Norte)
Ardoch es una ciudad ubicada en el condado de Walsh en el estado estadounidense de Dakota del Norte. En el censo de 2010 tenía una población de 67 habitantes y una densidad poblacional de 99,88 personas por km².

## Geografía
Ardoch se encuentra ubicada en las coordenadas 48°12′20″N 97°20′27″O / 48.20556, -97.34083. Según la Oficina del Censo de los Estados Unidos, Ardoch tiene una superficie total de 0.67 km², de la cual 0.67 km² corresponden a tierra firme y (0%) 0 km² es agua.

## Demografía
Según el censo de 2010, había 67 personas residiendo en Ardoch. La densidad de población era de 99,88 hab./km². De los 67 habitantes, Ardoch estaba compuesto por el 91.04% blancos, el 0% eran afroamericanos, el 0% eran amerindios, el 0% eran asiáticos, el 0% eran isleños del Pacífico, el 5.97% eran de otras razas y el 2.99% pertenecían a dos o más razas. Del total de la población el 44.78% eran hispanos o latinos de cualquier raza.